# Уђа-Пацера-Бицарино (Пистоја)
Уђа-Пацера-Бицарино је насеље у Италији у округу Пистоја, региону Тоскана.
Према процени из 2011. у насељу је живело 1375 становника. Насеље се налази на надморској висини од 21 м.